# Hanshin Namba-lijn
De Hanshin Namba-lijn  (阪神なんば線; Hanshin Namba-sen) is een spoorlijn tussen Amagasaki en Ōsaka in de prefecturen Hyōgo en Ōsaka, Japan. De lijn maakt deel uit van het netwerk van Hanshin in de regio Osaka-Kobe-Kioto en fungeert als een zuidoostelijke vertakking van de Hanshin-lijn.

## Geschiedenis
Het eerste gedeelte van de lijn, tussen Daimotsu en Dempō, werd in 1924 voltooid en stond bekend als de Dempō-lijn (伝法線). Voor 1928 werd de lijn zowel naar het oosten als het westen verlengd en in de jaren 60 besloot men de lijn in oostelijke richting te verlengen naar het station Ōsaka Namba. In 1967 werd het project echter stopgezet en werd de lijn niet verder verlengd dan Nishikujō. Pas in 2001 begon men weer aan de verlenging naar Namba, die in 2009 gereedkwam. De lijn ging na deze verlenging verder als de Hanshin Namba-lijn.

## Treinen
Op het traject rijden stoptreinen, sneltreinen en intercity's, welke vaak doorrijden via trajecten van andere spoorlijnen: zo rijden alle diensten via de Kintetsu Nara-lijn naar Nara in het oosten en rijden intercity's via de Hanshin-lijn in westelijke richting door tot aan Sannomiya.

## Stations
| Station                                                  | Japans   | Verbindingen | Wijk              | Stad      | Prefectuur |
| -------------------------------------------------------- | -------- | --- | ----------------- | --------- | ---------- |
| Richting Ashiya, Uozaki en Sannomiya via de Hanshin-lijn |          | |                   |           |            |
| Amagasaki                                                | 尼崎     | Hanshin: Hanshin-lijn | Amagasaki         | Amagasaki | Hyōgo      |
| Daimotsu                                                 | 大物     | Hanshin: Hanshin-lijn | Amagasaki         | Amagasaki | Hyōgo      |
| Dekijima                                                 | 出来島   | | Nishi-Yodogawa-ku | Ōsaka     | Ōsaka      |
| Fuku                                                     | 福       | | Nishi-Yodogawa-ku | Ōsaka     | Ōsaka      |
| Dempō                                                    | 伝法     | | Konohana-ku       | Ōsaka     | Ōsaka      |
| Chidoribashi                                             | 千鳥橋   | | Konohana-ku       | Ōsaka     | Ōsaka      |
| Nishikujō                                                | 西九条   | JR West: Osaka-ringlijn en de Yumesaki-lijn | Konohana-ku       | Ōsaka     | Ōsaka      |
| Kujō                                                     | 九条     | Metro van Osaka： Chuo-lijn (C14) | Nishi-ku          | Ōsaka     | Ōsaka      |
| Dome-mae                                                 | ドーム前 | Metro van Osaka: Nagahori Tsurumi-ryokuchi-lijn (N12) | Nishi-ku          | Ōsaka     | Ōsaka      |
| Sakuragawa                                               | 桜川     | Metro van Osaka: Sennichimae-lijn (S15) | Naniwa-ku         | Ōsaka     | Ōsaka      |
| Ōsaka Namba                                              | 大阪難波 | JR West: Yamatoji-lijn (station JR Namba) Kintetsu: Kintetsu Namba-lijn Nankai: Nankai-lijn en de Koya-lijn Metro van Osaka: Midosuji-lijn (M20), de Yotsubashi-lijn (Y15) en de Sennichimae-lijn (S16) (Station Namba) | Chūō-ku           | Ōsaka     | Ōsaka      |
| Richting Ikoma, Yamato Saidaiji en Nara via de Nara-lijn |          | |                   |           |            |